# Saint-Cloud-en-Dunois
Pour les articles homonymes, voir Saint-Cloud (homonymie).
Saint-Cloud-en-Dunois est une ancienne commune française située dans le département d'Eure-et-Loir en région Centre-Val de Loire, commune déléguée depuis le 1er janvier 2017 de la commune nouvelle Villemaury.

## Géographie

### Situation

Situation géographique
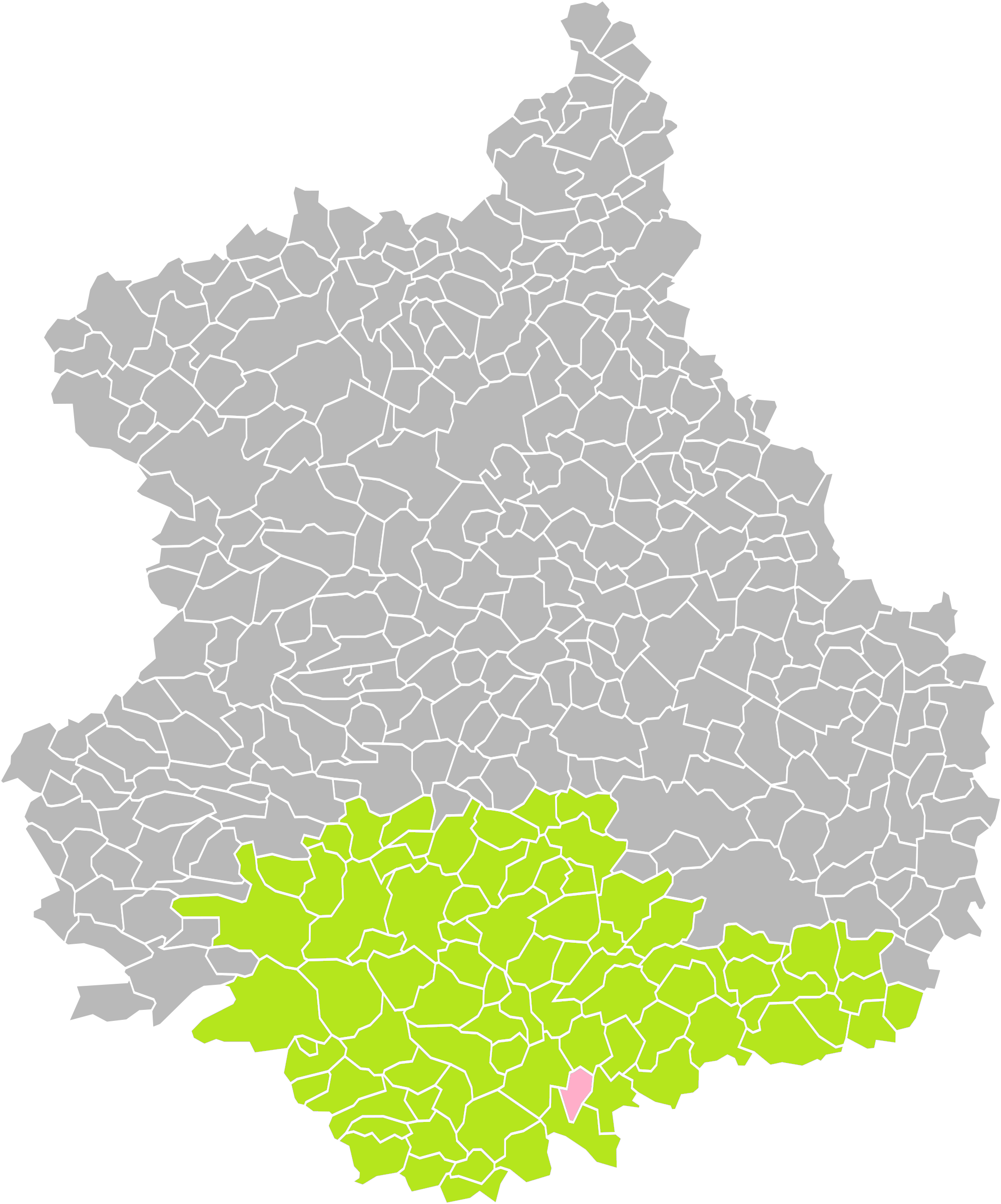
Saint-Cloud-en-Dunois dans son arrondissement.
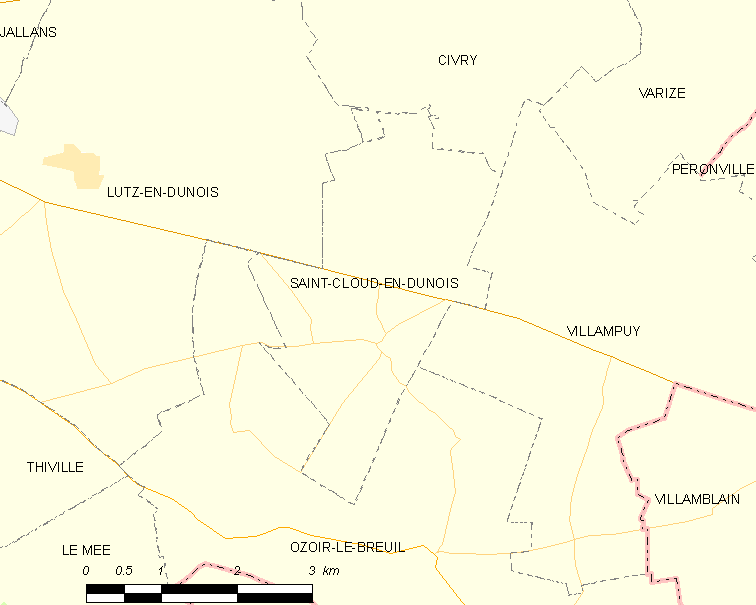
Carte de la commune de Saint-Cloud-en-Dunois, 2012.

### Communes limitrophes
|                | Civry                 |           |
| Lutz-en-Dunois | Saint-Cloud-en-Dunois | Villampuy |
|                | Ozoir-le-Breuil       |           |

## Toponymie
Les mentions anciennes de la localité sont : 
- en latin, de Villa Mori vers 1052-1065[1], Villa Mauri 1166[2], 1260[3], v. 1272[4], 1351[4], Villamauri alias Sanctus Clodoaldus[4] v. 1480;

- en français, doyen de Villemor 1189[5], Villemor dit Saint-Cloud-en-Dunois 1409[2], Saint-Cloud dit Villemort 1554[2], Saint-Cloud-en-Beausse dit Villemor 1588, Saint-Cloud 1757[6], depuis le 19 juin 1903 Saint-Cloud-en-Dunois[7].

L'ancien nom Villemor/Villemort/Villemaur provient du latin Villa Mauri/Mori qui, vraisemblablement, est issu d'une forme mérovingienne Mauri Villa, conservé dans le nom d'une famille de Brou vers la fin du XIe siècle, Hugonis de Mori Villa, et au début du XIIe siècle Teodericus de Mauri Villa, qui se rapproche du latin Maurus et du germ. Mor "sombre",, et pourrait être traduit par domaine de Mauri, ou domaine du Sombre, 
Le nom de la commune provient de saint Clodoald (522-560), petit-fils de Clovis.

## Histoire
- Trace d'une grande villa gallo-romaine[10]. Le village était à moins de 500 mètres de la voie Jules César (axe reliant Vendôme à Chartres).
- En 1105, Henri de Villemore signa, la charte du comte Henri Étienne, qui renonça de piller la maison des évêques de Chartres à leur mort, au profit des comtes de la ville[11].
- Par décret du 15 septembre 1178, Jean Petit, dit de Salisbéry, évêque de Chartres, adjugea l'église de Villemore aux chanoines de Saint-Cloud, contre les prétentions de l'archidiacre du pays, qui soutenait qu'elle devait lui appartenir[11].
- Les chanoines de Saint-Cloud, près Paris, nomment à la cure de Villemore et sont en partie seigneurs de ces terres.
- Le village changea de nom à la fin du XIVe siècle et prit celui de sa paroisse, Saint-Cloud.
- En 1480, le comte de Dunois fait réparer la tour du clocher de l'église Saint-Cloud[12].
- Pendant les guerres de Religion, les Calvinistes détruisirent l'église paroissiale. La fête de saint Cloud, le 7 septembre, se confondait avec la fête mariale de la Nativité de la Vierge, le 8 septembre, que réfutaient fortement les Huguenots.
- En, 1634, les ormes qui entouraient le cimetière sont vendus afin que l'argent soit employé pour la décoration de l'autel et de l'église[13].
- En 1670, lors des visites pastorales, il a été constaté que la nef de l'église était dépavée et avait besoin de réparations. En 1675, la charpente au-dessus du chœur est cassée et menace ruine, l'évêque enjoint les chanoines de Saint-Cloud de réparer incessamment[7].
- En 1757, il y avait une école dans le village. Jacques Lavenne était Maître des petites écoles de Saint-Cloud[14].
- Fief du Pensier, moulin et ferme du Pensier.
- Le 1er janvier 2017, Saint-Cloud-en-Dunois est intégrée à la commune nouvelle de Villemaury dont elle devient le chef-lieu, avec le statut de commune déléguée[15].

## Politique et administration

### Liste des maires
| Période                                  | Période          | Identité      | Étiquette | Qualité     |
| ---------------------------------------- | ---------------- | ------------- | --------- | ----------- |
| mars 2001                                | 31 décembre 2016 | Étienne Triau | SE        | Agriculteur |
| Les données manquantes sont à compléter. |                  |               |           |             |

## Population et société

### Démographie
L'évolution du nombre d'habitants est connue à travers les recensements de la population effectués dans la commune depuis 1793. À partir du 1er janvier 2009, les populations légales des communes sont publiées annuellement dans le cadre d'un recensement qui repose désormais sur une collecte d'information annuelle, concernant successivement tous les territoires communaux au cours d'une période de cinq ans. 
Pour les communes de moins de 10 000 habitants, une enquête de recensement portant sur toute la population est réalisée tous les cinq ans, les populations légales des années intermédiaires étant quant à elles estimées par interpolation ou extrapolation. Pour la commune, le premier recensement exhaustif entrant dans le cadre du nouveau dispositif a été réalisé en 2006,.
En 2014, la commune comptait 237 habitants, en évolution de +3,95 % par rapport à 2009 (Eure-et-Loir : +1,94 %, France hors Mayotte : +2,49 %).
| 1793 | 1800 | 1806 | 1821 | 1831 | 1836 | 1841 | 1846 | 1851 |
| ---- | ---- | ---- | ---- | ---- | ---- | ---- | ---- | ---- |
| 195  | 182  | 199  | 147  | 222  | 243  | 262  | 309  | 321  |

| 1856 | 1861 | 1866 | 1872 | 1876 | 1881 | 1886 | 1891 | 1896 |
| ---- | ---- | ---- | ---- | ---- | ---- | ---- | ---- | ---- |
| 356  | 369  | 350  | 339  | 346  | 348  | 345  | 343  | 316  |

| 1901 | 1906 | 1911 | 1921 | 1926 | 1931 | 1936 | 1946 | 1954 |
| ---- | ---- | ---- | ---- | ---- | ---- | ---- | ---- | ---- |
| 317  | 324  | 315  | 301  | 313  | 321  | 334  | 349  | 302  |

| 1962 | 1968 | 1975 | 1982 | 1990 | 1999 | 2006 | 2011 | 2014 |
| ---- | ---- | ---- | ---- | ---- | ---- | ---- | ---- | ---- |
| 244  | 222  | 227  | 218  | 196  | 164  | 219  | 233  | 237  |

## Culture locale et patrimoine

### Lieux et monuments
- L'église Saint-Cloud est de plan rectangulaire avec un chevet droit et aveugle. Soutenue par de solides contreforts au sud, elle est flanquée d'une sacristie ajoutée au nord au XIXe siècle. La nef est précédée d'un lourd clocher-porche couronné d'un toit en bâtière. Les bâtiments sont du XVIe siècle et du XVIIe siècle.
- Monument aux morts ;
- Ancienne gare de Civry - Saint-Cloud de la ligne de Courtalain - Saint-Pellerin à Patay : de 1872 jusqu'au début des années 2000, Saint-Cloud bénéficiait d'une gare de fret sur la ligne Courtalain-Saint-Pellerin à Patay via Châteaudun. La portion de ligne, entre Lutz-en-Dunois et Patay, où se trouvent Péronville et Civry-Saint-Cloud est non utilisée, sans pour autant être déclassée.

Lieux et monuments de Saint-Cloud-en-Dunois
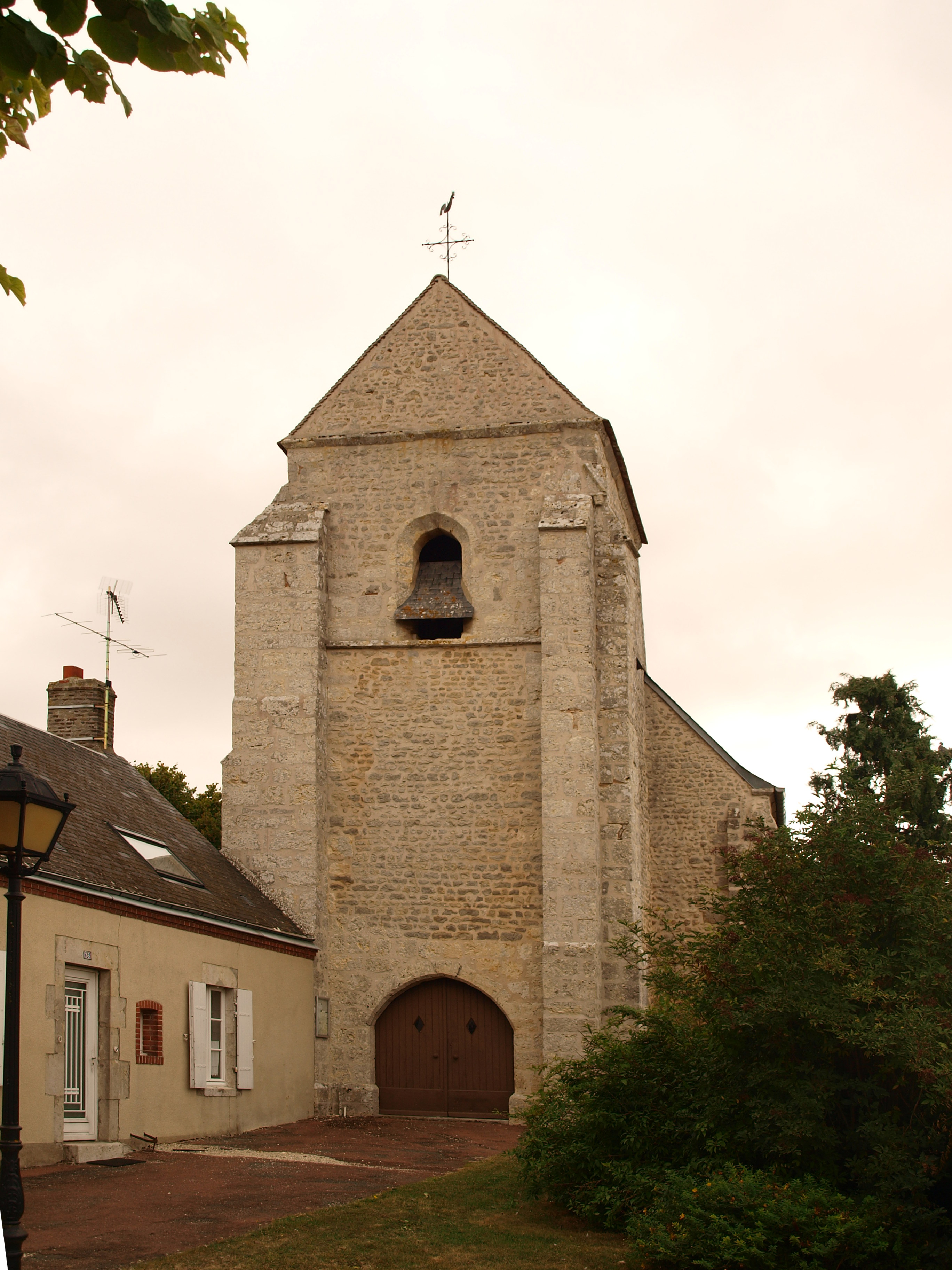
Église Saint-Cloud.
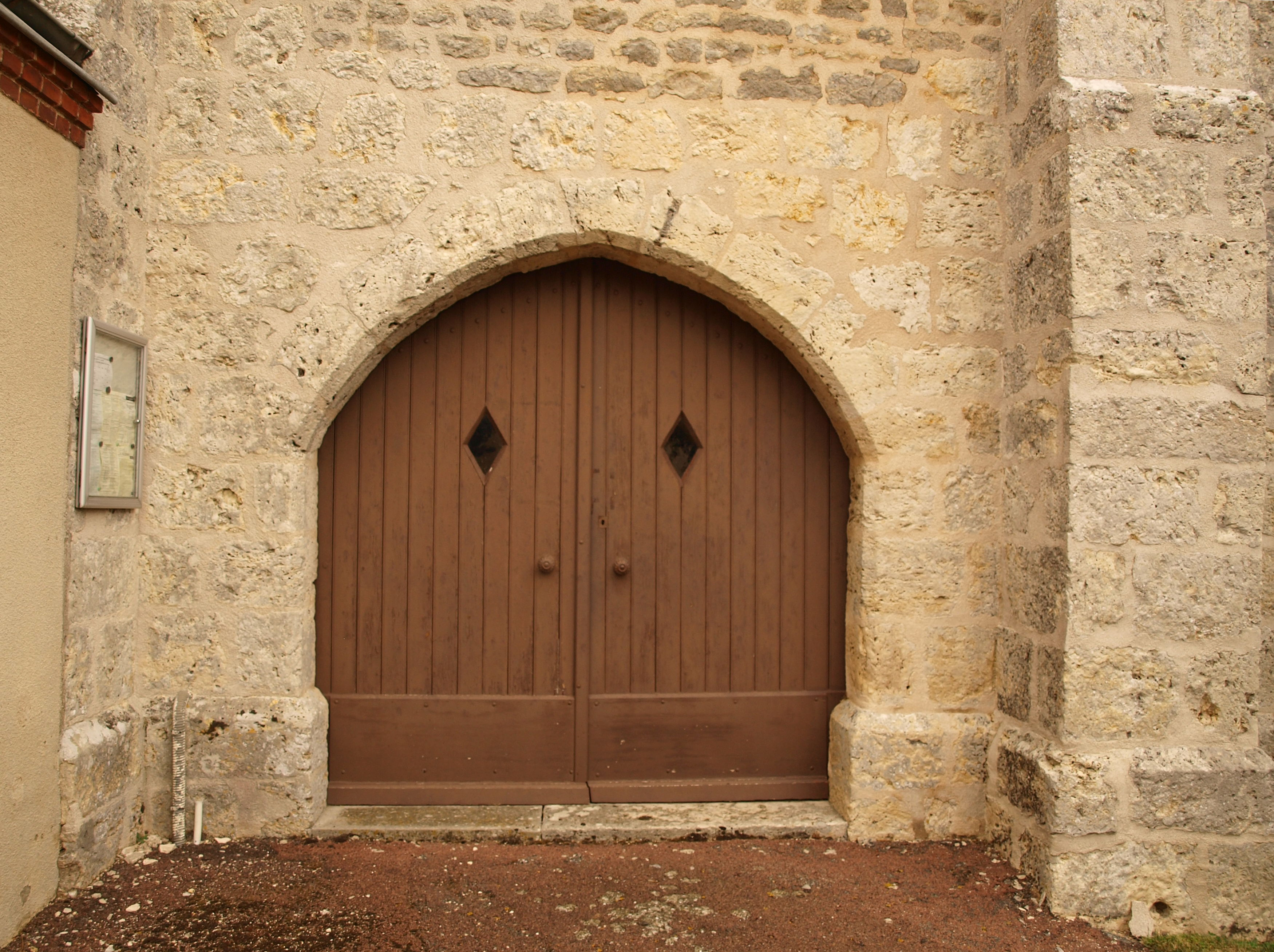
portail de l'église.
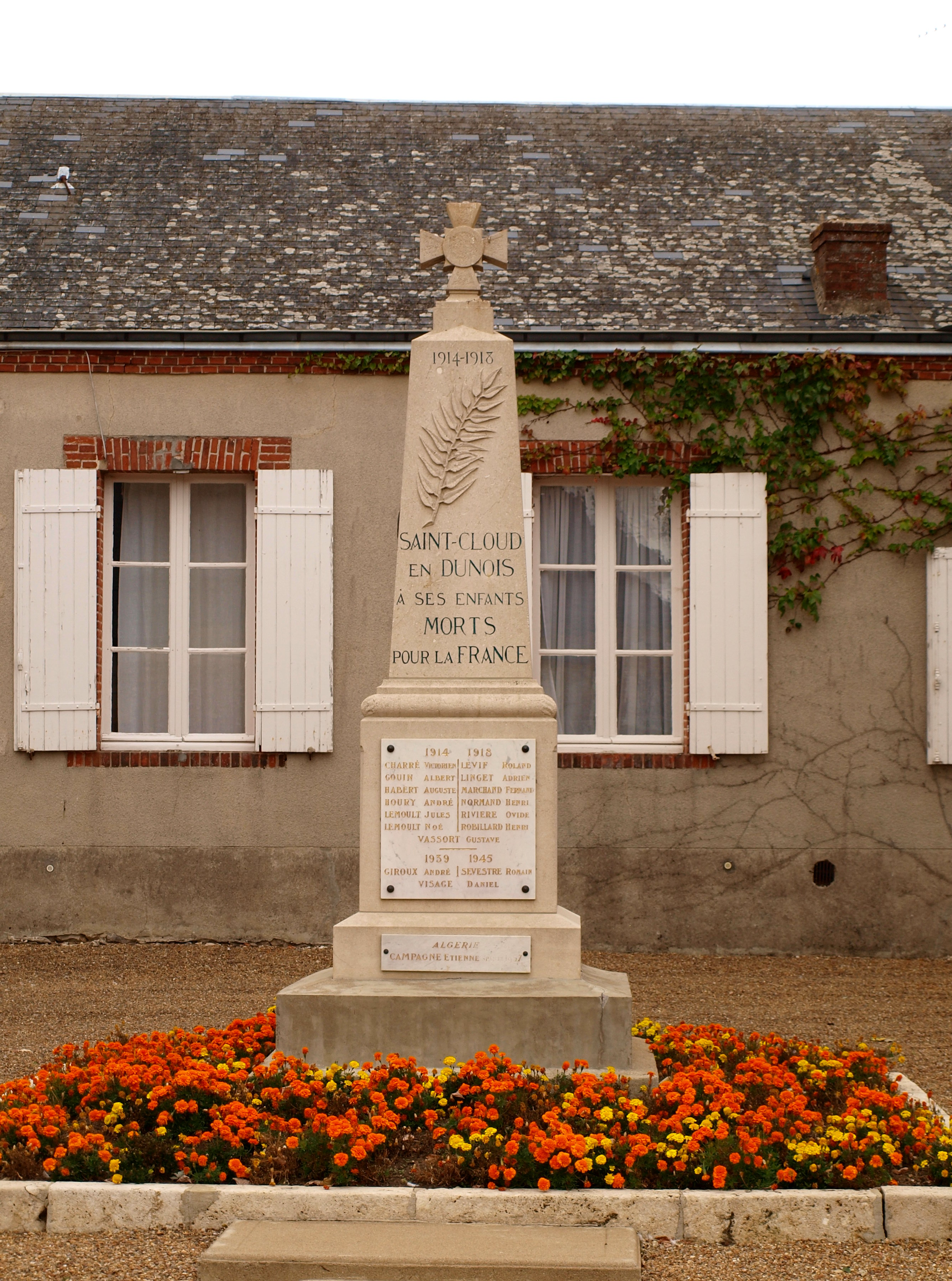
Monument aux morts.
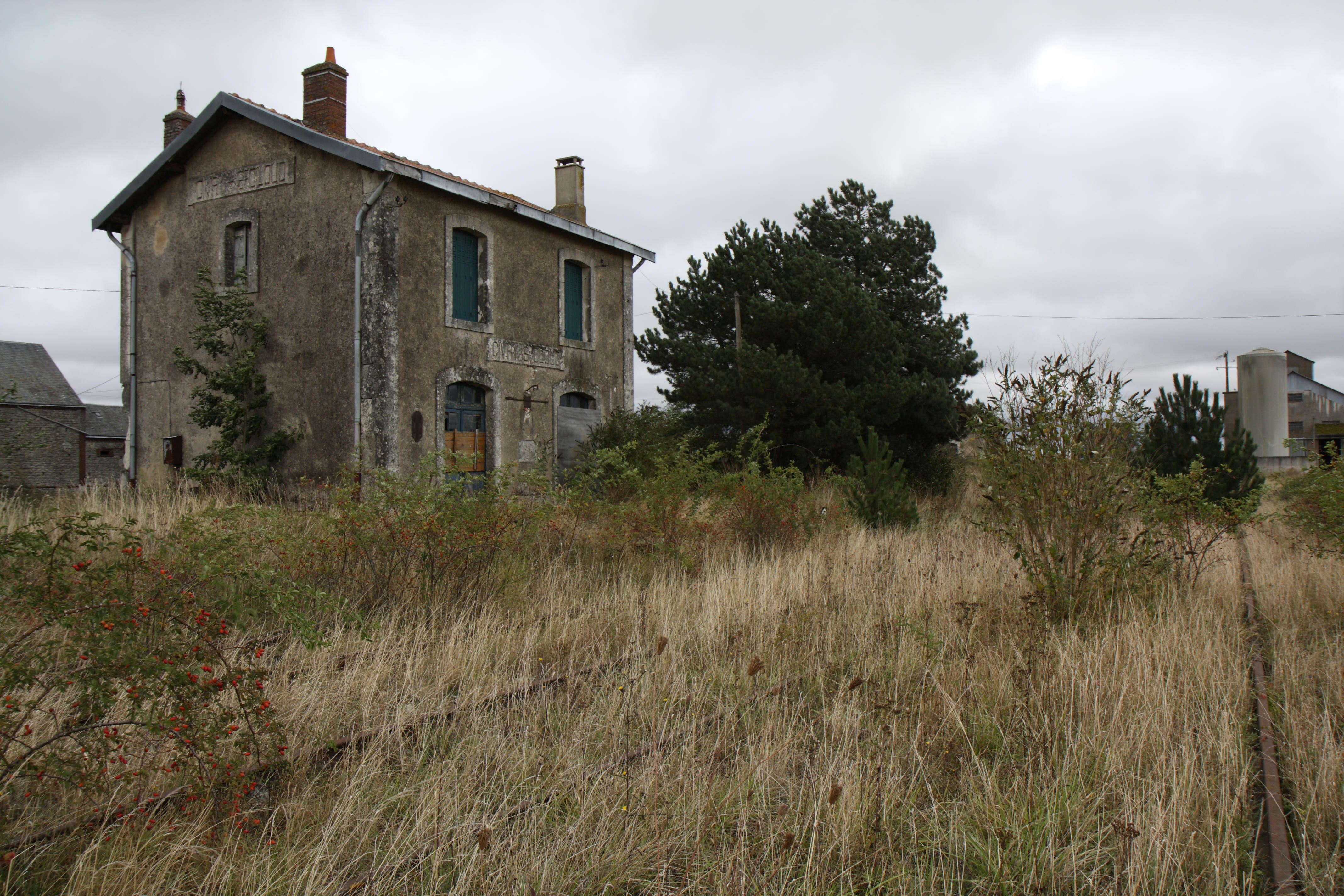
Ancienne gare de Civry - Saint-Cloud.